# Leucostoma apicale
Leucostoma apicale là một loài ruồi trong họ Tachinidae.